# آنگلا اشتاینباخ
آنگلا اشتاینباخ (آلمانی: Angela Steinbach؛ زادهٔ ۳۱ مارس ۱۹۵۵) شناگر اهل آلمان بود.